# رجل غير عقلاني (فلم)
رجل غير عقلاني (بالإنجليزية: Irrational Man) هو فيلم دراما جريمة أمريكي من إخراج وسيناريو وودي آلن وبطولة خواكين فينيكس وإيما ستون وباركر بوسي وجيمي بلاكلي. صدر الفيلم في 17 يوليو 2015.

## القصة
ينضم أستاذ الفلسفة آبي لوكاس (خواكين فينيكس) إلى هيئة التدريس في حرم كلية برايلين في بلدة نيو إنجلاند الصغيرة. آبي يعاني من أزمة وجودية، ومكتئب، ولا يرى أي معنى في حياته، ويشرب بإفراط، وعلى الرغم من ذلك، يلفت انتباه امرأتين على الفور: أستاذة الكيمياء ريتا ريتشاردز (باركر بوسي)، وجيل بولارد (إيما ستون)، إحدى طالباته، وهي لديها صديق جاد وتعيش مع والديها. تعيش ريتا مع زوجها، لكنها غير راضية عن زواجها. يختار آبي أن يعاشر ريتا لكنه حريص على أن تكون له علاقة أفلاطونية فقط مع جيل. يصبح اكتئاب آبي أكثر وضوحًا عندما يعجز في تجربته الجنسية الأولى مع ريتا.
يستمع «آبي» و «جيل» لمحادثة أثناء تناول الغداء في إحدى المطاعم، حيث تقول امرأة إنها ستفقد أطفالها في معركة الحضانة بسبب قاض غير أخلاقي في محكمة الأسرة. ينزعج آبي من هذا الظلم، ودون إخبار جيل، يقرر مساعدة المرأة بقتل القاضي. يتأكد آبي أنه من غير المحتمل أن يتم القبض عليه لأنه لا يعرف القاضي. يجد آبي هدفًا جديدًا في الحياة، ويتلاشى الاكتئاب، ويصبح أكثر سعادة وقادر على ممارسة الجنس مع ريتا. يسرق آبي مفتاحًا لمختبر الكيمياء بالكلية من ريتا، ويستولى على السيانيد، ليضع السم في كأس عصير مطابق لما يستخدمه القاضي ويغير العصائر أثناء انشغال القاضي. تحدث وفاة القاضي من تسمم السيانيد، ويشعر آبي بانه ولد من جديد، ويخبر نفسه أنه قد فعل أخيرًا شيئًا ذا قيمة بتخليص العالم من رجل شرير. تتطور صداقة «آبي» و «جيل» إلى قصة حب. يعلم روي صديق جيل في النهاية بالعلاقة مع آبي وينفصل عنها.
تبدأ جيل وريتا في الاشتباه في تورط آبي في جريمة القتل، على الرغم من التخطيط الدقيق لآبي، وبعد جمع بعض الأدلة، مثل المفتاح المفقود ووجود آبي غير المتوقع في معمل الكيمياء، حيث رصده أحد الطلاب. تقرر ريتا أنه حتى لو كان مذنباً، فإنها تريد أن تترك زوجها وتعيش مع آبي في أوروبا.
تدخل جيل منزل آبي من النافذة، أثناء خروجه، وتجد ملاحظات تدينه. تواجه جيل آبي وتتهمه بالقتل، ويعترف آبي بالذنب ويشرح دوافعه. تقرر جيل قطع علاقتها بآبي. يتم اتهام رجل بريء بارتكاب الجريمة، وتضغط جيل على آبي للذهاب إلى الشرطة. يفكر آبي، الذي بدأ مؤخرًا الاستمتاع بالحياة، يصمم على حماية نفسه من السجن، ويحاول قتل جيل بدفعها إلى تجويف المصعد الفارغ، ولكن بدلاً من ذلك، يتعثر آبي للخلف ويسقط ميتاً. ينتهي الفيلم بجيل، التي تصالحت مع روي، وهي تحدق في البحر، وهي على الشاطئ، وتتأمل في تجربتها مع آبي.

## الممثلون
- خواكين فينيكس في دور أبي لوكاس
- إيما ستون في دور جيل بولارد
- باركر بوزي في دور ريتا ريتشاردز
- جيمي بلاكلي في دور روي
- بيتسي ايدم في دور والدة جيل
- إيثان فيليبس في دور والد جيل
- صوفي فون هاسيلبرغ في دور أبريل
- سوزان بورفار في دور كارول
- جو ستابلتون في دور أستاذ
- بريجيت لوندي باين في دور طالبة برايلين
- تمارا هيكي في دور أستاذة في الكافتيريا
- بن روزنفيلد في دور صديق أبريل
- ميريديث هاجنر في دور ساندي[3]

## الاستقبال
حقق الفيلم 27.4 مليون دولار في جميع أنحاء العالم من شباك التذاكر.
منح موقع الطماطم الفاسدة الفيلم تقييم مقداره 47% بناء على آراء 201 ناقد سينمائي، وكتب إجماع نقاد الموقع: «قد يكون الفيلم مجزيًا لمعظم المعجبين المتحمسين لجواكين فينيكس أو المدافعين عن وودي آلن، ولكن الآخرين على الأرجح لن يجدي معهم».
منح موقع ميتاكريتيك الفيلم تقييم مقداره 53% بناء على آراء 43 ناقد فني.

## روابط خارجية
- مقالات تستعمل روابط فنية بلا صلة مع ويكي بيانات